# Drukarnia w Goražde
Drukarnia w Goražde (serb: Горажданска штампарија lub Goraždanska štamparija) – jedna z pierwszych serbskich drukarni, pierwsza na terenie dzisiejszej Bośni i Hercegowiny (wówczas należącej do Imperium Osmańskiego). Założona w 1519 roku w Wenecji, wkrótce został przeniesiona do serbskiej cerkwi św. Jerzego we wsi Sopotnica koło Goražde. Została założona i zarządzana przez kupca z Goražde Božidara Ljubavicia, znanego również pod nazwiskiem Božidar Goraždanin. Pracami drukarni kierował jego syn Teodor Ljubavić, mnich klasztoru Mileševa. Drukarnia działała w Goražde do 1523 roku, wydając trzy druki.

## Historia
Po wynalezieniu w Moguncji przez Gutenberga prasy drukarskiej drukarstwo zaczęło się rozwijać również w innych częściach Europy. Pod koniec XV wieku ważnym ośrodkiem drukarstwa stała się Wenecja. Tam po naukę i prasy drukarskie udawali się pierwsi drukarze z pobliskich Bałkanów. Pierwsze druki terenie Bałkanów pojawiły się w XV wieku na terenie obecnej Czarnogóry. W 1493 roku rządzący w księstwie Zeta Đurađ Crnojević wysłał Hieromona Makarija do Wenecji. Miał tam kupić prasę drukarską i nauczyć się sztuki drukarskiej. Po powrocie, w 1494 roku w Cetyni Makarije wydrukował cyrylicą pierwszy inkunabuł Oktoich cetyński. Drukarnia Crnojevicia działała do 1496 roku, gdy Zeta została zajęta przez Imperium Osmańskie.

### Drukarnia w Goražde
Drugą na terenie Bałkan, a pierwszą w Bośni była drukarnia w Goražde. W 1518 roku Božidar Ljubavić wysłał swoich dwóch synów Đurađa i Teodora do Wenecji, aby kupili prasę drukarską i nauczyli się sztuki drukarskiej. W dokumentach odnalezionych w archiwum w Dubrowniku zapisano, że Božidar Ljubavić był kupcem „w Turcji i w Dubrowniku".
Pierwszym drukiem wydanym w Wenecji przez Đurađa i Teodora był euchologion noszący tytuł Służebnik, a wydany przed 1 lipca 1519 roku. Badacze uważają, że jego druk mógł być rozpoczęty w Wenecji, ale możliwe, że wydano go w kościele św. Jerzego w Sopotnicy koło Goražde (Crkva svetog Georgija u Sopotnici). Z kolejnego druku dowiadujemy się, że Đurađ Ljubavić zmarł w Wenecji 2 marca 1519 roku. Nie wiemy, czy jego brat wywiózł prasę do Goražde przed czy po zakończeniu prac nad Służebnikiem. Informacje o wydaniu w Goražde dwóch kolejnych druków, Psałterza i Modlitewnika znalazły się ich kolofonach.
W drukarni ukazały się trzy druki: Służebnik wydany 1 lipca 1519 liczący 104 karty, który zachował się w 27 egzemplarzach. Psałterz z dodatkiem wydany 25 października 1521 liczący 352 karty, który zachował się w 10 egzemplarzach oraz Modlitewnik wydany 21 października 1523 liczący 296 karty, który zachował się w 7 egzemplarzach. W 2008 roku Uniwersytet w Sarajewie Wschodnim wraz z Narodową Biblioteką Serbii realizowały interdyscyplinarny projekt The Goražde Printing House 1519–1523. W jego ramach wydano fototypy druków wydanych przez drukarnię w Goražde oraz publikację zawierająca wyniki badań nad jej historią.
W 1523 roku w obawie przed najazdem Turków osmańskich drukarnię przeniesiono do Târgoviște, w dzisiejszej Rumunii. Drukarnia pracowała tam od 1545 roku. Drukarzami byli: Mojsije z Decani, dawny drukarz w drukarni Božidara Vukovicia, następnie Dimitrij, wnuk Božidara Ljubavicia i rumuński drukarz Deacon Koreski.
W 2019 roku obchodzono 500 rocznicę powstania drukarni w Goražde. Centralne uroczystości odbyły się w kościele św. Jerzego w Sopotnicy.